# Кошицке Ољшани
Кошицке Ољшани (слч. Košické Oľšany) насељено је мјесто са административним статусом сеоске општине (слч. obec) у округу Кошице-околина, у Кошичком крају, Словачка Република.

## Становништво
| Година:    | 1994. | 2004.    | 2014.   | 2024.   |
| ---------- | ----- | -------- | ------- | ------- |
| Број људи: | 843   | 1154     | 1262    | 1388    |
| Разлика:   |       | +36,89 % | +9,35 % | +9,98 % |

| Година:    | 2023. | 2024.   |
| ---------- | ----- | ------- |
| Број људи: | 1363  | 1388    |
| Разлика:   |       | +1,83 % |

Према подацима о броју становника из 2011. године насеље је имало 1.211 становника.